# Kondoji, Hangal
Kondoji là một làng thuộc tehsil Hangal, huyện Haveri, bang Karnataka, Ấn Độ.